# Mário Grman
Mário Grman (* 11. April 1997 in Topoľčany) ist ein slowakischer Eishockeyspieler, der seit 2024 bei Admiral Wladiwostok in der Kontinentale Hockey-Liga unter Vertrag steht.

## Karriere
Mário Grman begann seine Karriere in seiner Heimatstadt beim HC Topoľčany, für den er im Nachwuchsbereich spielte. In der Spielzeit 2013/14 spielte er für das slowakische U18-Nationnaltem in der zweitklassigen 1. Liga. Zu Beginn der Spielzeit 2014/15 schloss er sich den Red Deer Rebels aus der kanadischen Western Hockey League an, die ihn zuvor im CHL Import Draft 2014 in der zweiten Runde an 87. Stelle gezogen hatten. Da sein Vertrag nicht verlängert wurde, stand er 2015 beim CHL Import Draft erneut zur Auswahl und wurde von Kootenay Ice in der zweiten Runde an Position 95 ausgewählt.
2016 kehrte er in die Slowakei zurück. Neben Einsätzen für den HK Orange 20 in der Extraliga und der 1. Liga spielte er auch beim MsHK Žilina in der Extraliga. Nach einem Jahr in der tschechischen Extraliga bei den Piráti Chomutov wechselte er 2018 zum slowakischen Hauptstadtklub HC Slovan Bratislava in die Kontinentale Hockey-Liga. Auch dort hielt es ihn nur ein Jahr, bevor er in die finnische Liiga ging, wo er insgesamt drei Jahre bei Saimaan Pallo und Hämeenlinnan Pallokerho auf dem Eis stand. Nach zwei Jahren beim tschechischen HC Vítkovice wechselte er 2024 erneut in die KHL, wo er bei Admiral Wladiwostok unter Vertrag steht.

### International
Erste internationale Erfahrungen sammelte Grman bei den U18-Weltmeisterschaften 2014 und 2015. Anschließend nahm er an der U20-Weltmeisterschaft 2017 teil.
Mit der A-Nationalmannschaft seines Heimatlandes nahm er an den Weltmeisterschaften 2018, 2021, 2022, 2023 und 2024 sowie den Qualifikationen für die Olympischen Winterspiele in Peking 2022 und in Mailand 2026 teil.